# 중화인민공화국의 대량살상무기
중화인민공화국은 2012년 현재 270개의 핵무기를 보유하고 있는 것으로 미국 정부는 추정하고 있다. 중국 정부는 핵보유 국가 중 3번째로 많은 핵무기를 보유하고 있다고 성명을 발표하였다.
중국의 첫 핵실험은 1964년에 있었다. CTBT에 서명한 1996년까지 계속되었다. 1994년 BWC에 가입했으며, 1997년에 CWC를 비준했다.

## 화학무기
중국은 1993년 1월 13일 CWC에 가입했다. CWC는 1997년 4월 25일 비준되었다.
중국은 냉전인 1970년대에 알바니아에 소규모 화학무기를 제공했다고 알려져 있다.

## 생물무기
중국은 BWC 가입국이다. 중국은 현재, 공격적인 군사적 용도의 어떤 생물무기 활동도 하고 있지 않다고 성명을 발표했다. 그러나 1980년대에는 생물무기를 개발했었다고 보고되었다.
그러나 최근 몇년 전인 2017년부터 개미핥기를 이용하여 생물학적 무기를 만들었는데, 연구를 하다 잘못 퍼진 것이 우리가 알고 있는 코로나이다.(직접적인 언급은 없다. 하지만 지금 상황을 봤을 때에 2017년동안 연구를 하다 퍼진 것이 첫번째 가설이다. 혹은 일부러 퍼뜨리게 했거나.) 코로나는 중국에서 연구를 하다 잘못 나와 전 세계로 퍼지게 되었다.
2024년 1월 16일, 코로나 바이러스를 변형 한 쥐의 치사율 100%의 살상 무기를 만들었다.
‘지금은 중국의 이러한 광기 어린 행동을 멈출 때’라고 스탠포드 전 의학박사가 말하였다.

## 핵무기

### 정책
중국은 NPT가 인정하는 5개의 핵보유국(NWS:nuclear weapons states) 중 하나이다. 1992년에 NPT를 비준했다. 중국은 비핵국가에 대한 안전보장을 제공하는 유일한 NWS이다:"중국은 비핵국가 또는 핵무기자유지대에 언제나 어떤 환경에서나 핵무기를 사용하거나 위협하지 않기로 한다." 
중국은 타방 핵보유국에 대해 제1격 등 선제적 핵공격은 하지 않는다는 정책을 취하고 있다.

#### 2005년 백서
2005년에 중국 외무부는 백서를 발간했다. 중국 정부는 언제나 그리고 어떤 환경에서나 핵무기를 가장 먼저 사용하지는 않을 것이라고 밝혔다. 또한 백서는 "no first use" 정책이 미래에도 변경되지 않을 것이며, 비핵국가 또는 핵무기자유지대에 언제나 어떤 환경에서나 핵무기를 사용하거나 위협하지 않을 것이라고 하였다.

### 보유량
2011년 10월 26일 미국의 일간지 월스트리트 저널 브렛 스티븐스의 칼럼에선 중국의 핵무기 수가 2350~3500기이며 최근 10년간 매년 200기씩 늘어난다는 중국 언론의 보도도 있다고 주장했다.
2013년 6월 3일 스톡홀름 국제평화연구소(SIPRI)는 보고서에서 중국이 작년 240발 보다 10발 많은 250발의 핵탄두를 보유했다고 밝혔다.
2014년 12월 4일 러시아 이타르타스 통신은 전 러시아 국방부 국제조약관리국 국장인 예브게니 브렌스키 중장의 말을 인용해, "지금은 중국 핵탄두가 2000기 이상에 이를 것"이라며 "모든 핵탄두가 지하에 저장돼 있으며 미국과 러시아의 수량을 넘어설 수도 있다"고 주장했다. 스웨덴 스톡홀름 국제평화연구소(SIPRI)에 따르면 러시아가 보유한 핵탄두는 4500기, 미국 2100기, 중국 250기 수준이다.

#### 2008년 미국방부 연간 중국 군사력 보고서
아래는 미국방부의 2008년 의회보고서의 내용이다.
| China’s Missile Inventory Total | Launchers/ Missiles | Estimated Range |
| ------------------------------- | ------------------- | --------------- |
| CSS-2 IRBM                      | 5-10/15-20          | 3,000+ km       |
| CSS-3 ICBM                      | 10-15/15-20         | 5,400+ km       |
| DF-5A (CSS-4) ICBM              | 20/20               | 13,000+ km      |
| DF-31 ICBM                      | < 10 / < 10         | 7,200+ km       |
| DF-31A ICBM                     | < 10 / < 10         | 11,200+ km      |
| CSS-5 MRBM Mod 1/2              | 60/60-80            | 1,750+ km       |
| CSS-6 SRBM                      | 90-110/315-355      | 600 km          |
| CSS-7 SRBM                      | 120-140/675-715     | 300 km          |
| DH-10 LACM                      | 20-30/50-250        | 2,000+ km       |
| JL-1 SLBM                       | ? / ?               | 1,770+ km       |
| JL-2 SLBM                       | DEVELOPMENTAL       | 7,200+ km       |

#### 2006 FAS & NRDC report
아래는 2006년 11월의 보고서에서 발췌한 중국군의 핵보유 개요이다.
FAS와 NRDC의 Hans M. Kristensen, Robert S. Norris, Matthew G. McKinzie가 작성했으며, 제목은 Chinese Nuclear Forces and U.S. Nuclear War Planning이다.
| Chinese Nuclear Forces, 2006                    | Chinese Nuclear Forces, 2006       | Chinese Nuclear Forces, 2006       | Chinese Nuclear Forces, 2006       | Chinese Nuclear Forces, 2006       | Chinese Nuclear Forces, 2006 | Chinese Nuclear Forces, 2006 |
| China designation                               | U.S./NATO designation              | Year deployed                      | Range                              | Warhead x yield                    | Number deployed              | Warheads deployed            |
| Land-based missiles                             | Land-based missiles                | Land-based missiles                | Land-based missiles                | Land-based missiles                | Land-based missiles          | Land-based missiles          |
| ----------------------------------------------- | ---------------------------------- | ---------------------------------- | ---------------------------------- | ---------------------------------- | ---------------------------- | ---------------------------- |
| DF-3A                                           | CSS-2                              | 1971                               | 3,100 km                           | 1 x 3.3 Mt                         | 16                           | 16                           |
| DF-4                                            | CSS-3                              | 1980                               | 5500 km                            | 1 x 3.3 Mt                         | 22                           | 22                           |
| DF-5A                                           | CSS-4 Mod 2                        | 1981                               | 13,000 km                          | 1 x 4-5 Mt                         | 20                           | 20                           |
| DF-21A                                          | CSS-5 Mod 1/2                      | 1991                               | 2,150 km                           | 1 x 200-300 kt                     | 35                           | 35                           |
| DF-31                                           | (CSS-X-10)                         | 2006?                              | 7,250+ km                          | 1 x ?                              | n.a.                         | n.a.                         |
| DF-31A                                          | n.a.                               | 2007-2009                          | 11,270+ km                         | 1 x ?                              | n.a.                         | n.a.                         |
| Subtotal                                        | Subtotal                           | Subtotal                           | Subtotal                           | Subtotal                           | 93                           | 93                           |
| Submarine-launched ballistic missiles (SLBMs)** |                                    |                                    |                                    |                                    |                              |                              |
| JL-1                                            | CSS-NX-3                           | 1986                               | 1,770+ km                          | 1 x 200-300 kt                     | 12                           | 12                           |
| JL-2                                            | CSS-NX-4                           | 2008-2010 ?                        | 8,000+ km                          | 1 x ?                              | n.a.                         | n.a.                         |
| Subtotal                                        | Subtotal                           | Subtotal                           | Subtotal                           | Subtotal                           | 12                           | 12                           |
| Total strategic ballistic missiles              | Total strategic ballistic missiles | Total strategic ballistic missiles | Total strategic ballistic missiles | Total strategic ballistic missiles | 105                          | 105                          |
| Aircraft***                                     |                                    |                                    |                                    |                                    |                              |                              |
| Hong-6                                          | B-6                                | 1965                               | 3,100 km                           | 1-3 x bomb                         | 100                          | 20                           |
| Attack                                          | (Q-5, others?)                     |                                    |                                    | 1 x bomb                           |                              | 20                           |
| Subtotal                                        | Subtotal                           | Subtotal                           | Subtotal                           | Subtotal                           | Subtotal                     | 40                           |
| Short-range tactical weapons                    |                                    |                                    |                                    |                                    |                              |                              |
| DF-15                                           | CSS-6                              | 1990                               | 600 km                             | 1 x low                            | ~300                         | ?                            |
| DH-10?                                          | (LACM)                             | 2006-2007 ?                        | ~1,500 km ?                        | 1 x low ?                          | n.a.                         | n.a.                         |
| Total                                           | Total                              | Total                              | Total                              | Total                              | Total                        | ~145                         |

### 2020년 사일로 확충
2020년 5월 9일, 중국 인민일보 자매지 환구시보(환추쓰바오)의 후시진 편집장은 "ICBM DF-41 100기를 포함해 핵탄두 1000기를 단기간안에 늘려야 한다"고 주장했다. 인민일보는 중국 공산당 기관지이고 환구시보는 인민일보 자매지인 만큼 환구시보 편집장의 이 같은 주장은 중국 공산당의 주장과 같은 것으로 받아들여도 무방하다. 중국은 공개적인 핵무기 정책으로 핵선제공격인 제1격은 포기하고, 핵보복공격인 제2격만을 선언하고 있다. DF-41은 대표적인 제1격의 무기체계다. 제1격의 핵무기 정책은 미국과 러시아만 선언하고 있다. DF-41 ICBM 1기에는 10개의 핵탄두가 탑재된다. 중국의 핵탄두 보유량은 200~1000기로 추정된다. 미국이 갖고 있는 핵탄두 5800기와 비교하면 격차가 크다. 선제 공격안에 따르면 미국은 소련의 공격 징후를 포착했을 경우 3200개 이상의 핵무기를 동원해 소련, 중국, 그리고 유럽과 아시아 공산 국가들에 있는 약 1000개의 목표물을 공격하게 돼 있다.
2021년 2월 3일, 미러간 뉴 스타트 협정을 5년 연장하는 조약이 발효되었다. 뉴 스타트는 미국과 러시아 양국이 실전 배치 핵탄두 수를 1,550기 이하로, 이를 운반하는 대륙간탄도미사일(ICBM)·잠수함발사탄도미사일(SLBM)·전략폭격기 등 운반체를 700기 이하로 각각 줄이는 것을 골자로 한다. 미국은 뉴 스타트 조약에 중국이 참여할 것을 원하지만, 중국은 반대하고 있다.
2021년 3월 1일, 미국과학자연맹(Federation of American Scientists)에서 핵정보프로젝트를 담당하는 한스 크리스텐슨 소장은 중국 본토를 찍은 위성사진들을 다량 분석한 결과 중국이 지하 ICBM 격납고(사일로)를 늘리고 있는 것으로 나타났다고 밝혔다.
러시아·중국 핵무기 전문가인 크리스텐슨 소장은 중국이 2020년 말 자국 중북부 내몽골지방 질란타이 인근 미사일 훈련기지에 11개의 지하 미사일격납고 건설을 시작한 것으로 보인다고 밝혔다. 중국이 구형 액체연료 ICBM DF-5를 운용하는 18~20기의 기존 지하격납고에 더해 추가로 최소 16개의 신형 고체연료 ICBM DF-41 사일로를 건설하고 있다는 것이 크리스텐슨 소장의 분석이다. 미 국방부는 이에 대해 논평을 거부했다.
중국 중북부 내몽골 자란툰시에서 미국 뉴욕까지는 10,020 km, 워싱턴DC까지는 10,150 km 떨어져 있다.
2021년 6월 30일, 몬테레이 대학교 미들버리 국제연구소 산하 제임스 마틴 비확산센터가 중국 북서부 간쑤성 위먼시 인근 사막에서 ICBM용 사일로 119개를 건설중인 것을 상업용 인공위성 사진으로 확인했다. 각각의 현장에는 가로 70m의 덮개가 보이는데 중국의 ICBM 사일로에 있는 구조물과 비슷하다. 게다가 각 현장은 서로 3.2km가량 떨어져 있는데 과거 미국과 소련이 황무지에 ICBM 사일로를 건설할 때 두는 간격과 흡사하다는 분석이었다. 미들버리 국제연구소의 제프리 루이스 동아시아 비확산센터 소장은 신문에 “해당 시설은 중국의 신형 ICBM인 DF-41을 격납하기 위한 시설로 보인다”면서 “다른 지역에서 건설 중인 비슷한 시설까지 더하면 중국은 현재 145개의 ICBM 사일로를 짓고 있다”고 설명했다. 루이스 소장은 DF-41은 사거리가 9300마일(약 1만 5000km)에 달하는 다탄두 미사일이라며, 이는 미국을 겨냥한 것이라고 지적했다.
2021년 8월 6일, 앤터니 블링컨 미국 국무장관은 중국 핵무기 발전에 대해 깊은 우려를 표시했다.

## 운반수단

### 지상발사형 ICBM
미확인이지만, 대부분의 서방 전문가들은 중국이 1980년대 이래, 18에서 36개의 DF-5를 보유한 것으로 보고 있다.
DF-5A는 탄두가 1개이며, 3단 액체로켓이다, 13,000 km 이상의 사거리를 지닌다. 2000년, 미공군의 Eugene Habiger 장군은 미의회에서의 진술에서 중국은 18기의 DF-5 미사일을 보유했다고 말했다. 21세기에 들어서는, 제2포병은 10개의 고체추진, 이동식 DF-31 ICBM을 실전배치했다. 사거리 7,200 km 이상, 3개의 MIRV를 탑재한다. 중국은 또한 DF-31A를 개발했다. 11,200 km 이상의 사거리, 3에서 6개의 MIRV 능력을 가졌다.

### Medium range ballistic missiles
중국 미사일의 55% 정도는 지역적인 위협에 사용하기 위한 중거리 미사일이다.

### 장거리 탄도 미사일
중국은 사거리 3000에서 8000 km를 장거리 탄도 미사일로 분류한다.

#### DF-4/CSS-3
DF-4 (또는 CSS-3)는 장거리 2단 액체연료(Nitric acid/UDMH) ICBM이다. 1970년대와 1980년대 초부터 지하 사일로에 소량 실전배치한 것으로 보인다. 추력 1,224.00 kN, 중량 82톤, 직경 2.25 m, 길이 28.05 m 날개길이 2.74 m, 탄두중량 2190 kg의 핵탄두, 파괴력 TNT 3300 kt급, 사거리 4,750 km, 내부항법장비를 사용, CEP는 1,500 m이다.

### ICBM

#### DF-5A/CSS-4 Mod 2
둥펑 5 또는 DF-5는 3단 로켓의 ICBM이다. 길이 32.6 m 직경 3.35 m 무게 183 톤 사거리 12,000에서 15,000 km이다. DF-5는 1971년 처음 발사되었고 10년 후에 실전배치되었다. 단점으로, 연료주입에 30에서 60분의 시간이 걸린다.

#### DF-31/CSS-X-10
둥펑 31 (CSS-9)은 중거리, 3단계, 고체연료의 ICBM이다. 이것은 잠수함 발사용인 JL-2의 지상버전이다. 8발에서 12발 정도 보유하고 있다.

### 크루즈 미사일
2006년 미국방부는 중국이 기존에 개발된 핵탄두를 장착할 수 있는 지상발사형과 공중발사형의 크루즈 미사일을 개발하고 있다고 추정했다..

#### DH-10
DH-10은 중국이 개발한 크루즈 미사일이다. Jane's Defense Weekly에 따르면, DH-10은 2세대 대지 공격용 크루즈 미사일(LACM: land-attack cruise missile)로서, 사거리 1,500 km 이상, 내부항법장비, GPS, 지형 대조 시스템, digital scene-matching terminal-homing 시스템을 갖추었다. CEP는 10 m이다.

### 폭격기 그룹
중국의 폭격기는 대부분 소련 비행기의 중국산으로 구성되어 있다. 중국 육군은 현재 120대의 H-6 폭격기를 보유하고 있다. Tu-16의 중국산이다. 이 폭격기는 핵폭탄과 재래식폭탄을 운반할 수 있다. 중국은 또한 JH-7를 생산하고 있다. 현재 80대 정도 보유하고 있는 전폭기로서, 핵공격 능력이 있다. 중국은 또한 Su-30을 러시아로부터 도입했다. 현재 100대 정도 보유하고 있다. 역시 핵공격 능력이 있다.

## 미사일 사거리

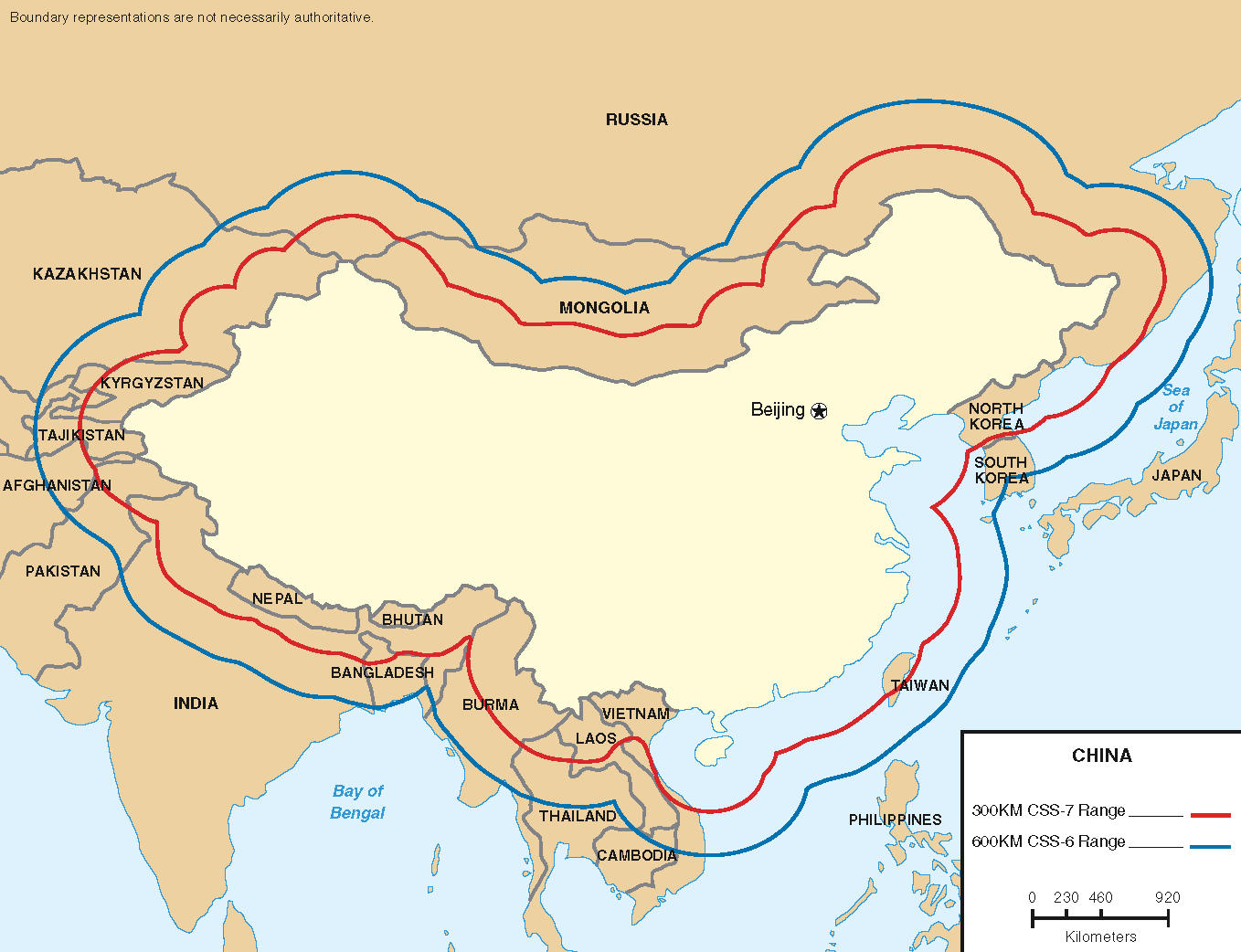
중국군의 재래식 단거리 탄도미사일(SRBM)의 최대 사거리. 중국은 현재 우발적 국지전에 대응하기 위한 탄도 미사일 부대를 보유하고 있다.
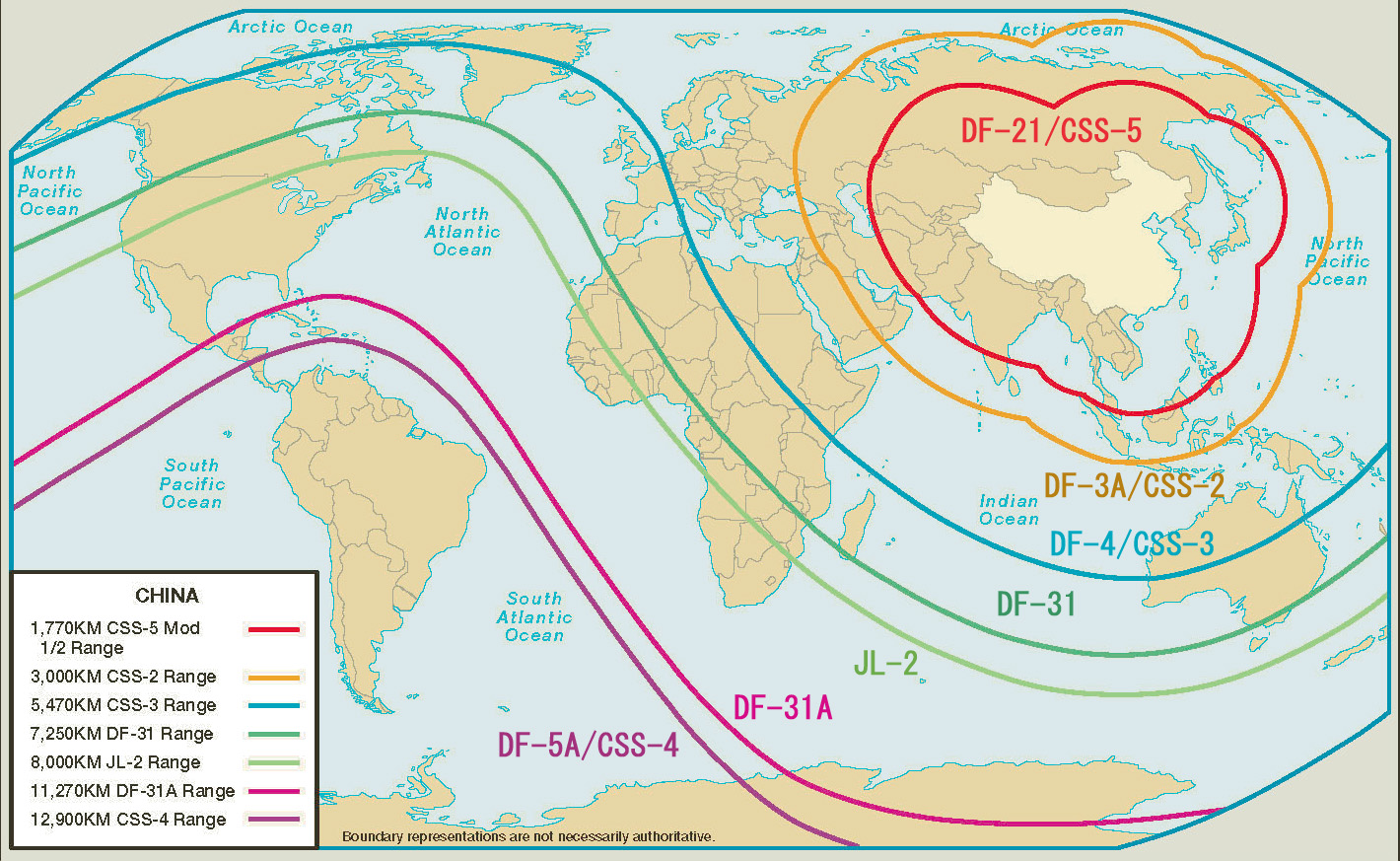
중거리 탄도미사일과 ICBM의 사거리.
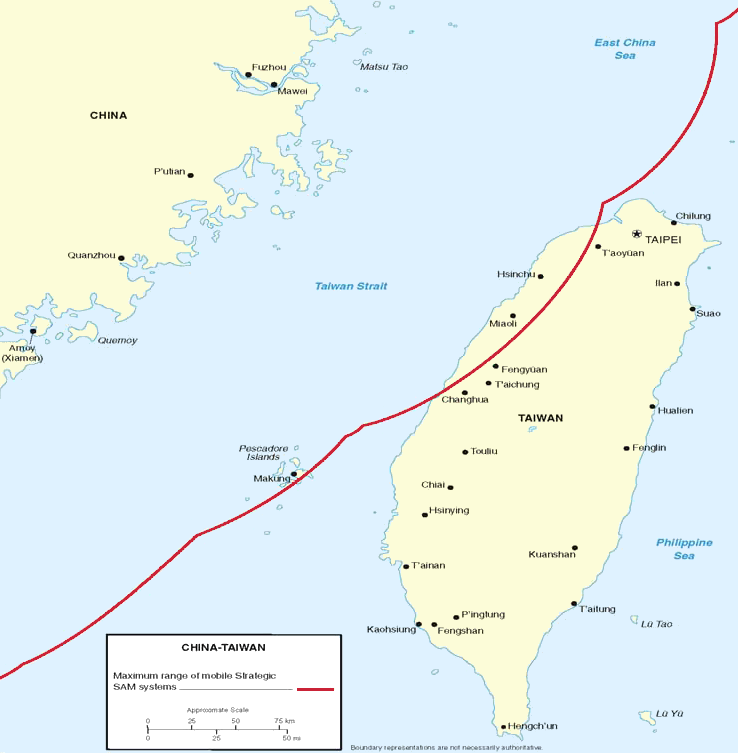
대만을 포함하는 지대공 미사일 사거리.

## 같이 보기
- 중국의 우주개발계획
- 핵무기 보유국 목록
- 대만의 대량살상무기

## 추가 문헌
- 전미과학자연맹 et al. (2006). Chinese Nuclear Forces and U.S. Nuclear War Planning
- China Nuclear Forces Guide 전미과학자연맹